# San Felices de Buelna
San Felices de Buelna är en kommun i Spanien. Den ligger i den autonoma regionen Kantabrien i norra delen av landet, 300 km norr om huvudstaden Madrid. Antalet invånare är 2 376 (2024). Arean är 36,18 kvadratkilometer.